# 群龍默示錄
群龍默示錄（Dragon's Prophet）是一款2013年發行的大型多人線上角色扮演遊戲，由思維工坊製作。在臺灣由思維工坊發行，2月26日開始首波Alpha菁英測試，3月12日開始封閉測試，5月8日開始公開測試。在日本由Aeria Games營運，在歐美由Sony Online Entertainment營運。台灣於 2019 年 09 月 05 日上午 09:00 進行關閉，並停止營運服務。

## 遊戲內容
本遊戲採自動鎖定式的無鎖定式(auto-target)的操作，並可以捕捉培養龍獸等等為主要內容。
玩家控制的角色職業分為「龍血鬥士」、「龍影遊俠」、「龍諭使徒」、「龍息術士」四種。四個職業的設計都是以「傷害輸出」為主，但藉由契約龍獸所獲得的各種龍魂技能，可以讓原本的職業產生多樣的變化，有時可以強化自身的傷害能力；有時可以獲得高級的防禦技巧，甚至還有機會能學到治療的方式，轉成為隊伍的堅強後盾。
遊戲中的龍族分為三大類：「真龍」、「亞龍」與「龍獸」。真龍是可以活數萬年的龍，占龍族整體數量的5%；亞龍是不同種類的真龍交配後的結果，壽命是1200~4000歲，佔龍族總數的20%；龍獸是亞龍再和其他生物交配後產生的個體，身上有其他生物的特徵，壽命大約是110~300歲，在遊戲中玩家只能契約龍獸。

## 外部連結
- 群龍默示錄臺灣官方網站